# Duarte Leopoldo e Silva

Duarte Leopoldo e Silva, né le 4 avril 1867 à Taubaté et mort le 13 novembre 1938 à São Paulo, fut un archevêque brésilien.
Treizième évêque de São Paulo, il en fut également le premier archevêque.

## Succession apostolique
Duarte Leopoldo e Silva a ordonné les évêques suivants :
- Évêque Alberto José Gonçalves (pt) (1909)
- Évêque José Carlos de Aguirre (pt) (1924)
- Évêque Luís Maria de Sant'Ana (pt), O.F.M.Cap. (1929)
- Évêque Florentino Simón y Garriga (de), C.M.F. (1931)
- Évêque Vicente Bartolomeu Maria Priante (de), S.D.B. (1933)
- Évêque Gastão Liberal Pinto (pt) (1934)
- Archevêque José Gaspar d'Afonseca e Silva (1935)
- Archevêque Paulo de Tarso Campos (pt) (1935)